# 田丸篤志
田丸 篤志（たまる あつし、1986年2月27日 - ）は、日本の男性声優。埼玉県出身。マウスプロモーション所属。

## 来歴
出生地は北海道だが、生まれてまもなくして埼玉県に移り住む。
高校時代、大学受験の勉強中に息抜きとして聞いていたラジオ番組で偶然声優の番組『FRIDAY SUPER COUNTDOWN 50』を聞き、そこで流れていたアニメソングに興味を持ったことが声優を志すきっかけとなる。当時好きだった作品はテレビアニメ『スレイヤーズ』、一番好きなのは、『るろうに剣心』。
高校時代、ほかに目指していた職業は深くは考えておらず、「普通に大学には行くものだ」と思っていたくらいで、卒業後は普通に会社勤めをするつもりだった。親もやりたいことは自由にやらせてくれていたが、「とりあえず大学には行っておいたほうがいい」とは言われていた。古文、漢文は苦手だが、家のパソコンを触るのが好きだったため、なんとなく情報系を選び、芝浦工業大学システム工学部電子情報システム学科に通い、宇宙情報解析研究室で学ぶ。
高校時代のマニアックな友人に色々なアニメを薦められていたこともあり、徐々に声優になりたい気持ちが積み上がった。その時に大学2年の時に雑誌に掲載されていた広告を見て声優養成所に通い始める。
両親も田丸が「声優養成所に通いたい」と言い出した時は驚いていた。理系は色々実習が多く忙しいこともあり、サークル、部活動もしていなかったことから、親はサークル活動の代わりのように思っていたようで「まぁ、やってみれば」、「とりあえず頑張ってみなさい」と言われた。通い出したところ、芝居がどんどん面白くなり、将来を決めた感じだった。
大学生活と養成所との両立はそれなりに大変だった。1年で先に60単位くらい取ってしまったため、3年次は単位の取得数で苦労したことはなかったが、ゼミの実習があったため、一番忙しかったという。当時は8人くらいのグループワークがあり、授業の内容が難しかったという。また大学の会議室の予約システムが、それまではノートに手書きだったが、Web予約ができるようにしたいため、そのシステムをたった半期で田丸らに「作れ」と言れ、講師からも「本来なら1年くらいかけて作るシステムだから出来は期待していないけど、頑張りなさい」と言われた。その実習さえなければほとんど大学に行かなくても大丈夫だったが、作業が大変だったため、授業のない日も通い詰めていたという。
当時、同じ研究室からは宇宙航空研究開発機構に進んだり大手の通信方面に行く人物も何人かいたが、卒業生で声優になった人物もおらず、大学の途中、一度は大学中退して「声優一本に絞ろうか」とも思った。その時に親に「せっかく入った大学だから卒業だけはしてくれ」と言われ、1年間休学はしたが卒業できたという。当時の卒業研究テーマは「Cut-off Rigidity の可視化による人工衛星運用の学習支援ツールの開発」。
2007年、第2回シグマ・セブン公開オーディションに大亀あすか、西明日香、渕上舞らと共に合格。
一番最初の仕事は、外国人が日本語を学ぶための教材だった。2009年、『クプ〜!!まめゴマ!』佐々木さん役でテレビアニメデビュー。
当時は声優になることが決まったが、友人には一切、「声優になる」とは言っていなかったため、伝えたのは親くらいだったことから、皆知らなかったと語る。後で大学時代のアニメ好きの友人から「この声優ってお前じゃない？」とメールが来たことはあったという。両親は、子供のやることに反対もしないが、一生懸命応援するタイプでもなかった。しかしテレビで声を聞いたり、クレジットに名前が載っているのを見ていたところ、少しは安心してくれたようだったという。
その後、次に名前の付いた役である『ジュエルペット サンシャイン』の白石御影役を演じ、2013年、オーディションで決まった役で大きな役でもある『たまこまーけっと』の大路もち蔵役を演じた。
2015年、4月より声優の内田雄馬と共にパーソナリティを務める超!A&G+『BELOVED MEMORIES』の放送を開始。
2016年10月1日付けで、シグマ・セブンeからシグマ・セブンへ異動。
2020年4月1日付けで、シグマ・セブンからマウスプロモーションへ移籍。

## 人物・特色
田丸は自分がいい声だとは考えたこともなく、「いい声かどうか」というのは周囲からも言われたことはなかった。ただし、仕事を始めてから近所のおばちゃんと道ですれ違った時「聞いたわよ、声優になったんですってね。前からいい声だと思ってたのよね」と言われたという。
役柄としては、比較的落ち着いたキャラを演じることは多い。また『たまこまーけっと』の大路もち蔵役のような優しい感じの役が多少多く、演じる側としてはいわゆる「日常的な男」のほうが演じやすいかもしれないといい、自分に近いほうが演じやすいという。
2歳上の姉がいる。幼少時代から人見知りな性格。趣味は音楽鑑賞と映画鑑賞、最近ではボードゲーム。その他の趣味・特技はテレビゲーム、マーダーミステリー。音楽は邦楽やサウンドトラックを好む。好きなアーティストはMr.ChildrenとB'z。高校時代は浜崎あゆみの曲を聴いていた。
憧れの声優は山寺宏一と石田彰。仲の良い声優は浅利遼太、同期の西明日香、『たまこまーけっと』で共演した洲崎綾。
尊敬する役者は「ジュエルペット シリーズ」で共演していた上田燿司。
好きな女性のタイプは自分よりも元気のある人。自らの性格を落ち着いており、人に影響されて趣味が広がることが多いと話しており、そのため相手からいろいろと発言し行動してくれる人を好む。

## 出演
太字はメインキャラクター。

### テレビアニメ
2009年
- クプ〜!!まめゴマ!（佐々木さん、水族館のアザラシ、スターター、お客さん）
- けんぷファー（男子生徒A）

2010年
- 侵略!イカ娘（パパ）
- STAR DRIVER 輝きのタクト（男子生徒）
- テガミバチ REVERSE（村人B）

2011年
- ジュエルペット シリーズ（2011年 - 2015年、白石御影 / グラナイト、カメオ、客B、宇宙人B、M-kage） - 5シリーズ
- はっぴーカッピ（カピバーラ）
- よんでますよ、アザゼルさん。（男子生徒）

2012年
- アイカツ!（2012年 - 2016年、スタッフ、瀬名翼、ディレクター）
- アルカナ・ファミリア -La storia della Arcana Famiglia-（男2、オルソ）
- 妖狐×僕SS（男子1）
- CØDE:BREAKER（青山）
- ジョジョの奇妙な冒険（悪ガキA）
- SKET DANCE（上原）
- 絶園のテンペスト（2012年 - 2013年、部下I、通信士、同僚）
- ソードアート・オンライン（2012年 - 2020年、プレイヤー、シミター使い、タルケン） - 3シリーズ + 特別編
- トータル・イクリプス（クレショワ・コンタルスキー）
- となりの怪物くん（教師、男生徒A、男生徒）
- To LOVEる -とらぶる- ダークネス（男子生徒達）
- FAIRY TAIL（2012年 - 2018年、乗組員、オロチヘッド） - 2シリーズ
- リトルバスターズ!（生徒D）
- ROBOTICS;NOTES（2012年 - 2013年、高橋、記者B、トレボー3）

2013年
- 銀の匙 Silver Spoon（2013年 - 2014年、二又幸治、依田勉） - 2シリーズ
- サムライフラメンコ（織田アナ）
- ストライク・ザ・ブラッド（男性）
- たまこまーけっと（大路もち蔵）
- たまゆら〜もあぐれっしぶ〜（司会男子 他）
- 探検ドリランド -1000年の真宝-（チンピラ）
- とある科学の超電磁砲S（過激派、ドライバー）
- 機巧少女は傷つかない（人形使いC、学生B、学生D）
- メガネブ!（鉢嶺拓磨）
- ヤマノススメ（2013年 - 2014年、健一の友達）

2014年
- 世界征服〜謀略のズヴィズダー〜（ズヴィズダー戦闘員）
- ハイキュー!!（2014年 - 2020年、国見英） - 3シリーズ
- ハマトラ（王子）
- 魔法科高校の劣等生（2014年 - 2024年、吉田幹比古） - 3シリーズ
- 六畳間の侵略者!?（ケンイチ）

2015年
- 俺がお嬢様学校に「庶民サンプル」としてゲッツされた件（神楽坂公人）
- 俺物語!!（同級生1）
- 学戦都市アスタリスク（2015年 - 2016年、天霧綾斗） - 2シリーズ
- ケイオスドラゴン 赤竜戦役（白叡）
- Go!プリンセスプリキュア（今川シュウ）
- 少年ハリウッド -HOLLY STAGE FOR 50-（晃）
- 洲崎西 THE ANIMATION（ランバダお兄さん）
- 聖剣使いの禁呪詠唱（エイジ）
- ドラえもん（テレビ朝日版第2期）（しげる）

2016年
- 灰と幻想のグリムガル（義勇兵C）
- 一人之下 the outcast（2016年 - 2018年、張楚嵐） - 2シリーズ
- 刀剣乱舞-花丸-（2016年 - 2018年、一期一振） - 2シリーズ
- 僕だけがいない街（杉田広美〈26歳〉）

2017年
- セイレン（嘉味田正一）
- AKIBA'S TRIP -THE ANIMATION-（シ・ショウ）
- 月がきれい（比良拓海）
- ひとりじめマイヒーロー（矢橋）
- マーベル フューチャー・アベンジャーズ（アディ）
- 18if（結城）
- 将国のアルタイル（エパミノンダス）
- 異世界食堂（2017年 - 2021年、シャリーフ） - 2シリーズ
- クジラの子らは砂上に歌う（ニビ）
- 十二大戦（アバターオレンジ）

2018年
- 三ツ星カラーズ（斎藤）
- ラーメン大好き小泉さん（美沙の彼氏）
- かくりよの宿飯（白夜）
- ダーリン・イン・ザ・フランキス（9'ε）
- ガンダムビルドダイバーズ（ナナセ・コウイチ）
- 斉木楠雄のΨ難（僧A）
- レイトン ミステリー探偵社 〜カトリーのナゾトキファイル〜（ゴードン）
- 百錬の覇王と聖約の戦乙女（ステインソール）
- 火ノ丸相撲（2018年 - 2019年、生徒、司会者、榎木晋太郎）
- ひもてはうす（全モブ）

2019年
- BORUTO-ボルト- NARUTO NEXT GENERATIONS（モモ）
- なんでここに先生が!?（男子生徒、立花の父）
- 異世界チート魔術師（ラケルタ）
- 胡蝶綺 〜若き信長〜（佐久間盛重、吾七）
- 星合の空（中尾）

2020年
- ソマリと森の神様（ウェイター）
- アイカツオンパレード!（瀬名翼）
- フルーツバスケット（2020年 - 2021年、友田邦光） - 2シリーズ
- 無能なナナ（葉多平ツネキチ）
- A3!（月岡紬）

2021年
- アイ★チュウ（鳶倉アキヲ）
- はたらく細胞!!（一般細胞1）
- スケートリーディング☆スターズ（道長悠馬）
- 俺だけ入れる隠しダンジョン（バシェル）
- ホリミヤ（上岡）
- ミュークルドリーミー（2021年 - 2022年、今井律） - 2シリーズ
- アイカツプラネット!（ピュアフルフェニックス）
- オッドタクシー（男性A、田中兄、男性、銀行員）
- シャドーハウス（2021年 - 2022年、ダグラス / ダグ） - 2シリーズ
- SSSS.DYNAZENON（双葉） - 2023年に劇場総集編公開
- 精霊幻想記（2021年 - 2024年、シャルル＝アルボー） - 2シリーズ
- ぼくたちのリメイク（桐生孝史）
- 迷宮ブラックカンパニー（クルツ）
- 名探偵コナン（花井光喜）
- 魔法科高校の優等生（吉田幹比古）
- ワッチャプリマジ!（2021年 - 2022年、ひゅーい）
- 86-エイティシックス-（2021年 - 2022年、ユージン・ランツ）
- 吸血鬼すぐ死ぬ（2021年 - 2023年、ショット） - 2シリーズ
- ビルディバイド（2021年 - 2022年、円城直光） - 2シリーズ
- 最果てのパラディン（2021年 - 2023年、エセルバルド） - 2シリーズ

2022年
- ありふれた職業で世界最強 2nd season（ホセ・ランカイド）
- 薔薇王の葬列（役者B、ドーセット、従者）
- オリエント（島津夏樹） - 2シリーズ
- キングダム（霊凰）
- 骸骨騎士様、只今異世界へお出掛け中（カーシー）
- シュート!Goal to the Future（松方新）
- 黒の召喚士（カシェル）
- 東京ミュウミュウ にゅ〜♡（宮本先輩）
- うたわれるもの 二人の白皇（ヤシュマ、リヴェルニ）
- BLEACH 千年血戦篇（2022年 - 2023年、死神、技術開発局局員） - 2シリーズ
- 機動戦士ガンダム 水星の魔女（2022年 - 2023年、グラスレー寮オペレーター、パイロットの生徒） - 2シリーズ

2023年
- アルスの巨獣（メザミ）
- 英雄王、武を極めるため転生す 〜そして、世界最強の見習い騎士♀〜（ラファエル・ビルフォード）
- 解雇された暗黒兵士（30代）のスローなセカンドライフ（指揮官）
- 人間不信の冒険者たちが世界を救うようです（ベッグ）
- 氷属性男子とクールな同僚女子（父親）
- あやかしトライアングル（歌川画楽）
- 【推しの子】（リョースケ）
- 痛いのは嫌なので防御力に極振りしたいと思います。2（ウィルバート）
- デッドマウント・デスプレイ（西明寺水琴） - 2シリーズ
- 君は放課後インソムニア（先輩）
- 転生貴族の異世界冒険録〜自重を知らない神々の使徒〜（グラッド）
- ユーチューニャー（無断転載マン）
- 七つの魔剣が支配する（オリバー＝ホーン）
- シュガーアップル・フェアリーテイル（ヴァレンタイン）
- AIの遺電子（瀬戸）
- スパイ教室（タリック）
- 魔王学院の不適合者 II 〜史上最強の魔王の始祖、転生して子孫たちの学校へ通う〜（2023年 - 2024年、アラミス・エルティモ） - 2シリーズ
- ビックリメン（アリババ、亀神アリババ）
- 16bitセンセーション ANOTHER LAYER（エコー1）
- とあるおっさんのVRMMO活動記（運営）

2024年
- 異世界でもふもふなでなでするためにがんばってます。（レス）
- ひみつのアイプリ（2024年 - 2025年、星川八雲） - 2シリーズ
- ただいま、おかえり（藤吉真生）
- 刀剣乱舞 廻 -虚伝 燃ゆる本能寺-（一期一振）
- まぁるい彼女と残念な彼氏（桐ヶ谷凪）
- キャプテン翼シーズン2 ジュニアユース編（辻）
- 鬼滅の刃 柱稽古編（寺の子どもたち）
- キン肉マン 完璧超人始祖編（スペシャルマン）
- 魔導具師ダリヤはうつむかない（ヴォルフレード・スカルファロット）
- 杖と剣のウィストリア（ジョルア・モレーン、ロッジ・ホランド）
- 異世界ゆるり紀行 〜子育てしながら冒険者します〜（セドリック・リスナー）
- ダンジョンの中のひと（ヒルクマスト）
- メカウデ（カズワ）
- ハイガクラ（ガスマスク）

2025年
- 魔法使いの約束（アーサー）
- 没落予定の貴族だけど、暇だったから魔法を極めてみた（ドラキュラ）
- 不遇職【鑑定士】が実は最強だった（ニグン・フォン・レーシック）
- Übel Blatt〜ユーベルブラット〜（領主）
- 異修羅（天のフラリク）
- WIND BREAKER Season 2（利根帆介）
- TO BE HERO X（キング・デストラクション）
- ウィッチウォッチ（石井）
- ネクロノミ子のコズミックホラーショウ（佐野清司郎）
- 9-nine- Ruler’s Crown（司令〈メビウスリング〉）
- 桃源暗鬼（淀川真澄）

### 劇場アニメ
2010年代
- トワノクオン（2011年、オペレーター9、若者A）
- 花の詩女 ゴティックメード（2012年）
- スタードライバー THE MOVIE（2013年、パイロット）
- アイカツ!シリーズ（2014年 - 2016年、瀬名翼） - 2作品
- たまこラブストーリー（2014年、大路もち蔵）
- UFO学園の秘密（2015年、伊藤）
- 劇場版 魔法科高校の劣等生 星を呼ぶ少女（2017年、吉田幹比古）
- モンスターストライク THE MOVIE ソラノカナタ（2018年、コウタ）

2020年代
- 劇場版 SHIROBAKO（2020年、高橋球児）
- あんさんぶるスターズ!!-Road to Show!!-（2022年、マッキー）
- 映画 オッドタクシー イン・ザ・ウッズ（2022年）
- 劇場版 特 刀剣乱舞花丸 雪月華（2022年、一期一振）
- ベルサイユのばら（2025年、ラサール）
- KING OF PRISM-Your Endless Call-み〜んなきらめけ!プリズム☆ツアーズ（2025年、ひゅーい）

### OVA
- ひぐらしのなく頃に拡〜アウトブレイク〜（2013年、青年団員）
- TRICKSTER -江戸川乱歩「少年探偵団」より- OVA EPISODE 00（2016年、児玉[79]）

### Webアニメ
- ホイッスル!（ボイスリメイク版）（2016年、笠井竹巳[80]）
- ファイトリーグ ギア・ガジェット・ジェネレーターズ（2019年、スウェン[81]）
- ガンダムビルドダイバーズRe:RISE（2020年、ナナセ・コウイチ）
- マウスどうぶつえん （2022年 - 、ヒヨコのあつし）
- サイバーパンク エッジランナーズ（2022年、マルクス）
- BASTARD!! -暗黒の破壊神-（2023年、サイクス・フォン・スノーホワイト[82]）
- 転生したらスライムだった件 コリウスの夢（2023年、サウザー[83]）
- Prott (2023年ｰハンドレッドノート、星喰 左手)

### ゲーム
2013年
- 嫁コレ（鉢嶺拓磨）

2014年
- 学園ヘヴン2 〜DOUBLE SCRAMBLE!〜（朝比奈勇気）
- シチュエーションカレシ『密着添い寝〜僕が君に〇〇してあげる〜』
- にゃんらぶ〜私の恋の見つけ方〜（夏目航平）
- ハイキュー!! 繋げ!頂の景色!!（国見英）
- ボクとセカイのユークリッド（橘那由多）
- 魔法科高校の劣等生 Out of Order（吉田幹比古）
- 魔法科高校の劣等生 LOST ZERO（吉田幹比古）
- Wonder Momo: Typhoon Booster（寺島ナツヒコ）

2015年
- アイカツ! My No.1 Stage!（瀬名翼)
- アイ★チュウ（鳶倉アキヲ）
- アウトディビジョン -刑徒隷僕区-（隠野偲）
- グランブルーファンタジー（2015年 - 2024年、エアロバイス、トー）
- シチュエーションカレシ『もっと！密着添い寝』（史人）
- 創作アリスと王子さま!（小田切祐樹）
- 刀剣乱舞-ONLINE-（2015年 - 2023年、一期一振）
- 夢王国と眠れる100人の王子様（カリバーン）

2016年
- アイカツ! フォトonステージ!!（瀬名翼）
- うたわれるもの 二人の白皇（ヤシュマ）
- 学戦都市アスタリスクフェスタ 鳳華絢爛（天霧綾斗）
- ゴッドオブハイスクール【神スク】（有馬悟）
- ＼コメプリ／（要真木）
- ハイキュー!! Cross team match!（国見英）
- 薔薇に隠されしヴェリテ（サン・ジュスト）

2017年
- 空蝉の廻（結鶴）
- A3!（月岡紬）
- クランク・イン（一宮拓人）
- スタレボ☆彡 88星座のアイドル革命（早乙女せいあ）
- あやかしむすび（薬王寺竹臣）

2018年
- 殺し屋とストロベリー（ツキミ）
- キングスレイド（ルシアス）
- ORDINAL STRATA -オーディナル ストラータ-（レイヴン）

2019年
- Op8♪（詩島優）
- VARIABLE BARRICADE（春日）
- 魔法使いの約束（アーサー）
- ブラックスター -Theater Starless-（吉野）
- ダンキラ!!! - Boys, be DANCING! -（椿賢人）
- 剣が刻（徳川忠長）

2020年
- ディズニー ツイステッドワンダーランド（アズール・アーシェングロット）
- DAIROKU: AYAKASHIMORI（瀬見季尭）
- 遙かなる時空の中で7（結城喜太郎）
- キャプテン翼 RISE OF NEW CHAMPIONS（ルシアーノ・レオ）
- ひめひび Another Princess Days 〜White or Black〜（荒城政宗）

2021年
- クイズRPG 魔法使いと黒猫のウィズ（ハデス / クリュメノス）
- うたわれるもの斬2（ヤシュマ）
- ナナリズムダッシュ（リクト）
- モナーク/Monark（碇谷昴）
- 金色のコルダ スターライトオーケストラ（弓原凛）
- 悪魔執事と黒い猫（ベリアン・クライアン）

2022年
- 刀剣乱舞無双（一期一振）
- 夢職人と忘れじの黒い妖精（エミリオ）
- 聖剣伝説 ECHOES of MANA（ハニカム）
- AI: ソムニウム ファイル ニルヴァーナ イニシアチブ（龍木来斗）
- エターナルツリー（フェクダ）
- 聖塔神記 トリニティトリガー（ネロ）
- 英雄伝説 黎の軌跡 II -CRIMSON SiN-（ガーデンマスター）
- 魔法科高校の劣等生 リローデッド・メモリ（吉田幹比古）

2023年
- ファイアーエムブレム エンゲージ（アンバー）
- エリオスライジングヒーローズ（ビアンキ・ロウ）
- 結合男子（鍛炭六花）

2024年
- Rise of the Ronin（沖田総司）
- ライドカメンズ（深水紫苑 / 仮面ライダー紫苑）
- ミストニアの翅望 -The Lost Delight-（エドワード＝バーンスタイン）
- メタファー：リファンタジオ（アロンゾ）
- アッシュエコーズ（エマハ）

2025年
- 記憶の鍵盤（アンジー）

- 伊達鍵は眠らない - From AI：ソムニウムファイル（龍木来斗[134]）

### ドラマCD
- 悪役令嬢ですが攻略対象の様子が異常すぎる（レイド・ノクター）
- うちの娘の為ならば、俺はもしかしたら魔王も倒せるかもしれない。（ケニス・クリューゲル[135]）
- ENLIGHTRIBE　Side.SHIFTYz　-The beginning-（志津阿墨）
- ENLIGHTRIBE Side.SHIFTYz -Connections-（志津阿墨）
- ENLIGHTRIBE Side.SHIFTYz -Reminiscence-（志津阿墨）
- おとどけカレシ No.03 芦屋奈義（芦屋奈義）
- おとどけカレシ-More Love- Vol.06 芦屋奈義（芦屋奈義）
- おとどけカレシ-Sweet Lover-Vol.5 芦屋奈義（芦屋奈義）
- 可愛ければ変態でも好きになってくれますか?（秋山翔馬）
- 銀河アイドル☆超カレシ 05.天王星のルドラ（ルドラ）
- 禁忌のドキュメンタリー「リュシオルの姫」第３日目 ゴーシュ（ゴーシュ）
- ゲス彼 VOL.2 ルドラ（ルドラ）
- 孔明のヨメ。（諸葛均[136]）
- 総理倶楽部 声劇円盤〜歌曲を添えて〜①、③（松方正義）
- 中古でも恋がしたい! 〜ぜってーお前の理想になってやる!〜（新宮清一[137]）
- 中古でも恋がしたい!2 〜せーいちはウチに惚れてるもんね?〜（新宮清一[138]）
- ツンデレ悪役令嬢リーゼロッテと実況の遠藤くんと解説の小林さん（ジークヴァルト＝フィッツェンハーゲン[139]）※クラウドファンディング5000円コース・10000円コース・20000円コース返礼品
- ディア♥ヴォーカリスト（Nightmare〈ナイトメア〉[140]）
- 転生しまして、現在は侍女でございます。（メレク[141]）※『転生しまして、現在は侍女でございます。0』ドラマCD付き書籍
- にゃんらぶ〜私の恋の見つけ方〜 スペシャルドラマCD（夏目航平）※イベント限定販売[142]
- Fate/Prototype 蒼銀のフラグメンツ Drama CD（來野巽[143]）
- ふたりじめ 戦国夫婦物語（濃姫[144]）
- BRIDE of PRINCE 第五巻 ヴィーノ（ヴィーノ）
- ボクとセカイのユークリッド「いつものボクたちは いつものセカイに」（橘那由多[145]）
- 本好きの下剋上〜司書になるためには手段を選んでいられません〜（ダームエル[146]）
- MAUSU THEATER Vol.066 - Vol.071『ジェットコースター五郎の冒険！』（大山五郎）※マウスショップ限定販売

### BLCD
2010年
- アイツの大本命 シリーズ（2010年‐2012年、ブサメンA、男子）
  - アイツの大本命 2
  - アイツの大本命 4
  - アイツの大本命 MAGAZINE BE×BOY 12年6月号付録

2012年
- 散る散る、満ちる（キンピラ、おもちゃ屋）

2013年
- 愛の巣へ落ちろ！（飴宮）

2014年
- ぬるくなるまで待って（河合）
- 学園ヘヴン2～DOUBLE SCRAMBLE!～ ※初回特典（朝比奈勇気）
- 手を伸ばして目を閉じないで 番外編 アクティブレスト（境）
- アキハバラフォーリンラブ（諏訪部）

2015年
- 彼らの恋の行方をただひたすらに見守るCD「男子高校生、はじめての」シリーズ（2015年‐2020年、川井志馬）
  - 第2弾 後輩が可愛すぎていじめたい
  - 1st after Disc
  - ～Summer vacation 2018～
  - 1st after Disc ～First blessing～
  - オールコンビネーションCD vol.1

- オレだけ見ないと××しちゃうぞ（真仲央）
- 犬と欠け月（2015年‐2020年、ジム生）
  - 犬と欠け月-I love you to the moon and back-（やっくんパパ）

- そんな目で見てくれ（大和景清）

2016年
- 孤独な鷹は人恋しくて（大月穂鷹）
- スカーフとキツネ（カフカ）
- リンクス -Links-（佐渡の兄）
- パパ's アサシン。〜龍之介は飛んでいく。（ゴン）
- いただきます、ごちそうさま（弘人）
- ブルースカイコンプレックス シリーズ（2016年‐2017年、相沢）
  - ブルースカイコンプレックス
  - ブルースカイコンプレックス second

- 恋とはバカであることだ（瀬川）
- prologue Traeumerei -プロローグ トロイメライ-（ルカ）

2017年
- ギヴン シリーズ（2017年‐2021年、村田雨月）
  - ギヴン－given－2
  - ギヴン－given－3
  - ギヴン－given－3 ※『Chéri+』2018年9月号付録ミニドラマCD
  - ギヴン－given－4
  - ギヴン－given－5
  - ギヴン－given－5 ※『Chéri+』2021年3月号付録ミニドラマCD

- 5人の王 I 後篇（ウィロウ）
- 僕は君のいいなり（2017年‐2018年、檀野優希）
  - 僕は君のいいなり 2

- ほーげんカレシとルームシェア!―熊本男子編―（志垣春弥）
- Multiple triangles -マルチプルトライアングル-（リブ）
- 好物はいちばんさいごに腹のなか（2017年‐2023年、米蔵ユウジ）
  - 好物は真夜中のうちに腹のなか
  - 好物は愛しいあなたの腹のなか

- 鈍色ムジカ（佐藤拓真）
- ミスターフィクション（梶幸彦）

2018年
- 誘惑のメソッド（本田依月）
- ただのクラスメイトから恋人になるたった1つの方法　method3.幸福体質と不幸体質の場合（兎山弓弦）
- 魔彼 MAKARE ～魔は来たりて彼を堕とす～第4巻 天編（カンヘル）
  - 魔彼 MAKARE ～魔は来たりて彼を堕とす～第5巻 天編全巻購入特典

2019年
- 愛したがりWダーリン（永原伊代）
- アヒル君はそれを知らない（阿比留蓮）
- I HATE (伊月あおえ)
- 異国恋色浪漫譚 完全版 ミニドラマCD付（松田樹）
- 黒か白か 1（花崎桃李） 
  - 黒か白か 2

- ROMEO（施術者）

2020年
- メメントスカーレット（蘇芳操）
- ただいま、おかえり（2020年－2021年、藤吉真生）
  - ただいま、おかえり－かがやくひ－

2021年
- 息できないのは君のせい（2021年－2023年、矢野雪路）
  - 息できないのは君のせい2
  - 息できないのは君のせい3
  - 息できないのは君のせい4

- ムリ婚。（田端守）
- 好きにしたいよ（藤生）※麗人2021年11月号 特別付録
- 僕らの恋と青春のすべて　case:05選挙戦の僕ら（西野穂高）

2022年
- かりそめビッチ南くん（2022年－2023年、南太郎）
  - かりそめビッチ南くん〜つづきの話〜

- 路地裏プッシーキャット（麻比奈なずく）
- Kiss me crying キスミークライング（2022年－2023年、近埜マネ）
  - Kiss me crying キスミークライング2

- 想定外のスウィートマリッジ（結城律）

2023年
- 不機嫌イトコがかわいすぎて仕方ない（戸上晴樹）
- ホワイトライアー（白石慧）

2024年
- 僕のサブを暴くな（社晴綺）
- ピンクハートジャム（金江涼）
- ヒズ・リトル・アンバー（イオ）
- 真夜中の俺を見て（菅原真夜）

2025年
- 双子と先生（宇佐美馨）

### デジタルコミック
2010年代
- Beeマンガ カメレオン（2011年、矢沢栄作）
- UULAマンガ ピーチガール（2013年、岡安浬）
- Beeマンガ 闇金ウシジマくん（2016年、高田）

2020年
- KADOKAWAオフィシャルチャンネル 異世界でスキルを解体したらチートな嫁が増殖しました 概念交差のストラクチャー（ナギ）
- まにまにTV ふしぎねこのきゅーちゃん（日向葵）
- KADOKAWAオフィシャルチャンネル 反抗できない！いばらちゃん（杏吾）

2021年
- 月のお気に召すまま（月の兄）※第6巻購入特典URLページ、別冊マーガレット2021年7月付録URLカード
- 推す♂ BL Lab.～イケ生ボイスCH～ クラスのイケメンと地味キャラがバンド組む話（波瑠）
- ヤンジャンTV ドクターゼロス〜スポーツ外科医・野並社の情熱〜（野並社）
- BookLive! 推しが我が家にやってきた!（最上レン）
- BookLive! 花嫁未満エスケープ（深見一）
- ジャンプチャンネル 六とゆき（兵六）

2022年
- BookLive! 虐げられ令嬢とケガレ公爵〜そのケガレ、払ってみせます！〜（ジルカシウス）
- アンジェンテ コミュ障リーマンは恋の仕方がわかりません（大倉七瀬）
- KADOKAWAオフィシャルチャンネル 廃バスに住む（大家）

2023年
- カドカワストア.TV 俺の可愛い弟は（優河）
- 次はいいよね、先輩（和泉遊馬）※Sho-Comi2023年22号付録シリアルコード
- アンジェンテ BLゲームの主人公の弟であることに気がつきました （天地真）

2024年
- カドカワストア.TV 君香シャーレ（有路）
- アンジェンテ ダブルセクション（半井）
- KADOKAWAオフィシャルチャンネル 悪役令嬢ルートがないなんて、誰が言ったの?（フェリクス）
- アンジェンテ 僕は王子様になれない（土屋晴）

### オーディオドラマ
- 腐男子先生!!!!!（2018年、桐生和人[173]）
- ツンデレ悪役令嬢リーゼロッテと実況の遠藤くんと解説の小林さん（2020年、ジークヴァルト＝フィッツェンハーゲン[139]）
- マウス二人芝居 死体埋め部の栄光と旅路（2020年、祝部浩也[174][175]）
- 悪役令嬢、ブラコンにジョブチェンジします（2021年、ミハイル・ユールグラン[176][177]）
- BURNS SKOOL（2021年 - 、TSUKIYA）
- 茉莉花官吏伝 / 十三歳の誕生日、皇后になりました。（2022年、海成[178]） - 2作品
- 魔法世界の受付嬢になりたいです（2022年、アルウェス[179]）

### 吹き替え

#### アニメ
- 麻辣女配（2020年、ソン[180][181]）
- RINGING FATE（2025年、新キャラ男[初出 15]）

### 特撮
- 仮面ライダー×仮面ライダー ウィザード&フォーゼ MOVIE大戦アルティメイタム（2012年、仮面ライダーの声）
- 機界戦隊ゼンカイジャー（2021年、マヒルワルドの声[182]）

### ラジオ
※はインターネット配信。
- THREE ARROWS ラジオ「孔明のヨメ。〜三顧のRadio!!〜」（2013年、HiBiKi Radio Station※）[183]
- 日本総メガネ化計画ラジオ（2013年 - 2014年、音泉※）[184]）
- ボクとセカイのWebラジオ（tangentθ：2014年7月10日 - 2015年9月25日[185]）
- BELOVED MEMORIES（2015年 - 2020年3月27日、超!A&G+※[186]）※2020年１月よりニコニコチャンネルにて配信
- MAN TWO MONTH RADIO 田丸篤志のまるっとたまる（2016年2月5日 - 4月1日、AG-ON※ / 2016年、超!A&G+※）
- オトメイトクラブ 〜ラジオ部〜（2016年 - 2020年3月17日、音泉※）[187]

### インターネットテレビ
- 西明日香緊急記者会見（ニコニコ生放送：2016年4月27日）※司会担当
- 田丸篤志のアゲアゲTV（SunSetTV（静岡朝日テレビのWeb番組）：2016年5月9日 - ）[188]
- 飛び出せ！みんなのチャイルドアカデミア (2019年4月 - 、ONSTAGE)
- 田丸篤志のたまチャレ (2019年6月 - 、ニコニコチャンネル）
- 田丸篤志と若山晃久の “DIO” Do It Ourselves (2019年12月 - 、ニコニコチャンネル)

### ラジオCD
- たまこまーけっと もちもちラジオ CDスペシャル（ゲスト[189]）
- ラジオCD メガネブ!「日本総メガネ化ラジオ」[190]
- 洲崎西DJCD vol.6 〜新潟で田丸がガッタッタ〜（ゲスト[191]）
- BELOVED MEMORIES DJCD vol.1 - 9

### ナレーション
- ひるパパ（2011年10月 - 2012年9月 テレビ東京系）
- 映画ドラえもん のび太の宇宙英雄記（秘）制作現場潜入SP（J:COMチャンネル）
- musicる TV（2015年4月 - テレビ朝日系）

### テレビ番組
- 美の巨人たち「絵画警察」（巡査の声）

### ボイスオーバー
- エチカの鏡〜ココロにキクTV〜
- ザ!世界仰天ニュース
- 日立 世界・ふしぎ発見!

### CM
- ティファール「電気ケトル アプレシア エージー・プラス コントロール」TVCM（声の出演）

### PV
- 捨てられた皇妃 PV（2022年、ルブリス[192]）

### 舞台・朗読劇
- 朗読劇「星降る街」（2022年7月9日[193]）
- 朗読劇「若きウェルテルの悩み」（2024年5月4日[194]）
- 江戸川乱歩 名作朗読劇「少年探偵団」（2024年9月7日[195][196]）
- eeo Stage reading 朗読劇「はなしぐれ」（2025年1月9日 - 13日[197]）

### その他コンテンツ
- プラネタリウム「Seasons〜星の広がる高原〜」（声の出演）
- 小説「獣」PV第三弾〈石田武命の場合〉(2020年、声の出演[198]）
- アポロンさんは神すぎる（2021年、アポロン[199]）
- 3D博物館アプリWorldMuseum「春のプラネタリウム」（2021年、声の出演[200]）
- ボイレピ♪ 朝ごはん #16 田丸篤志さんの声で作る「フィリピン風なすオムレツ トルタンタロン」（2021年）[201]
- ようこそ妄想営業部へ❤（2021年、田丸アツシ）
- Hello!! LEOSTUDIO（2022年、桧彩蓮[202]）

## ディスコグラフィ

### キャラクターソング
| 発売日         | 商品名                                                                          | 歌 | 楽曲                                                             | 備考                                                              |
| -------------- | ------------------------------------------------------------------------------- | --- | ---------------------------------------------------------------- | ----------------------------------------------------------------- |
| 2014年3月19日  | メガネブ！ BD&DVD第4巻 通常特典CD                                               | 鉢嶺拓磨（田丸篤志） | 「シュークリームなセカイ」                                       | テレビアニメ『メガネブ！』関連曲                                  |
| 2015年3月18日  | Everybody Loves Somebody 〜 うさぎ山から愛をこめて                              | 北白川たまこ（洲崎綾）&大路もち蔵（田丸篤志） | 「今日も明日も」                                                 | アニメ『たまこまーけっと』関連曲                                  |
| 2016年3月23日  | soleil                                                                          | ArS | 「手を伸ばせ！」 「ちょっとまってよ Give me a break！」          | ゲーム『アイ★チュウ』関連曲                                       |
| 2016年7月27日  | FORBIDDEN★STAR XYZ 1st                                                          | XYZ | 「Smile☆Glitters」 「Midnight Emotion」                          |                                                                   |
| 2016年7月29日  | 双子の魔法使いリコとグリ マジカルシンフォニア シュタイン&ビスJr.                | シュタイン（田丸篤志）、ビスJr.（平川大輔） | 「Melt Luck」 「思い出の甘さとコーヒーブレイク」 「Growing-Up!」 | 『双子の魔法使いリコとグリ』シリーズ関連曲                        |
| 2016年8月24日  | アイ★チュウ creation 03.ArS                                                     | ArS | 「We are I★CHU!」 「Here we go!!」                               | ゲーム『アイ★チュウ』関連曲                                       |
| 2016年11月23日 | 刀剣乱舞-花丸- 歌詠集其の四                                                     | 前田藤四郎（入江玲於奈）、鯰尾藤四郎（斉藤壮馬）、薬研藤四郎（山下誠一郎）、五虎退（粕谷雄太）、秋田藤四郎（山谷祥生）、乱藤四郎（山本和臣）、平野藤四郎（浅利遼太）、骨喰藤四郎（鈴木裕斗）、厚藤四郎（山下大輝）、博多藤四郎（大須賀純）、一期一振（田丸篤志）                                                                         | 「恋と浄土の八重桜」                                             | テレビアニメ『刀剣乱舞-花丸-』エンディングテーマ                  |
| 2016年11月23日 | FORBIDDEN★STAR XYZ 2nd                                                          | XYZ | 「Lovely Baby」 「Fortunate starS」                              |                                                                   |
| 2016年11月25日 | 双子の魔法使いリコとグリ マジカルシンフォニア ディア&リーゼ&シュタイン          | シュタイン（田丸篤志） | 「sweet…sweet…WHITE HARMONY」                                    | 『双子の魔法使いリコとグリ』シリーズ関連曲                        |
| 2016年11月25日 | 双子の魔法使いリコとグリ マジカルシンフォニア ディア&リーゼ&シュタイン          | ディア（高橋英則）、リーゼ（石川界人）、シュタイン（田丸篤志） | 「君はお姫様」                                                   | 『双子の魔法使いリコとグリ』シリーズ関連曲                        |
| 2017年2月15日  | MANKAI☆開花宣言                                                                 | A3ders! | 「MANKAI☆開花宣言」                                              | ゲーム『A3!』主題歌                                               |
| 2017年3月22日  | ソードアート・オンライン ソングコレクションII                                   | ユウキ（悠木碧）、シウネー（嶋村侑）、ジュン（山下大輝）、テッチ（こぶしのぶゆき）、タルケン（田丸篤志）、ノリ（田野アサミ）、アスナ（戸松遥） | 「Sleepless Legend」                                             | テレビアニメ『ソードアート・オンラインII』関連曲                  |
| 2017年6月28日  | A3! First WINTER EP                                                             | 冬組 | 「to bloom…」                                                    | ゲーム『A3!』関連曲                                               |
| 2017年6月28日  | A3! First WINTER EP                                                             | ミカエル［月岡紬（田丸篤志）］、ラファエル［高遠丞（佐藤拓也）］ | 「Don't cry…」                                                   | ゲーム『A3!』関連曲                                               |
| 2017年6月28日  | A3! First WINTER EP                                                             | 月岡紬（田丸篤志） | 「Keyword」                                                      | ゲーム『A3!』関連曲                                               |
| 2017年11月24日 | 双子の魔法使いリコとグリ ソロシリーズ シュタイン「Special Blend」               | シュタイン（田丸篤志） | 「Special Blend」 「溜息カフェテリア」                           | 『双子の魔法使いリコとグリ』シリーズ関連曲                        |
| 2017年12月6日  | 『刀剣乱舞-花丸-』歌詠全集                                                      | 花丸刀剣男士一同 | 「花丸◎日和！47振りver.」                                        | 劇場アニメ『刀剣乱舞-花丸- 〜幕間回想録〜』主題歌                 |
| 2018年1月17日  | 続『刀剣乱舞-花丸-』歌詠集 其の二                                               | 鯰尾藤四郎（斉藤壮馬）、骨喰藤四郎（鈴木裕斗）、一期一振（田丸篤志） | 「明日天気になあれ」                                             | テレビアニメ『続 刀剣乱舞-花丸-』エンディングテーマ               |
| 2018年2月21日  | 続『刀剣乱舞-花丸-』歌詠集 其の七                                               | 前田藤四郎（入江玲於奈）、鯰尾藤四郎（斉藤壮馬）、薬研藤四郎（山下誠一郎）、五虎退（粕谷雄太）、秋田藤四郎（山谷祥生）、乱藤四郎（山本和臣）、平野藤四郎（浅利遼太）、骨喰藤四郎（鈴木裕斗）、厚藤四郎（山下大輝）、博多藤四郎（大須賀純）、一期一振（田丸篤志）、後藤藤四郎（村田太志）、信濃藤四郎（小林裕介）、包丁藤四郎（宮田幸季） | 「鈴生り時にて」                                                 | テレビアニメ『続 刀剣乱舞-花丸-』エンディングテーマ               |
| 2018年2月28日  | 続『刀剣乱舞-花丸-』歌詠集 其の八                                               | 大和守安定（市来光弘）、加州清光（増田俊樹）、浦島虎徹（福島潤）、一期一振（田丸篤志）、蜻蛉切（櫻井トオル）、日本号（津田健次郎）、小狐丸（近藤隆）、岩融（宮下栄治） | 「花丸印の日のもとで ver.8」                                     | テレビアニメ『続 刀剣乱舞-花丸-』オープニングテーマ               |
| 2018年3月7日   | 春夏秋冬☆Blooming!                                                              | A3ders! | 「春夏秋冬☆Blooming!」                                           | ゲーム『A3!』主題歌                                               |
| 2018年4月4日   | fleur                                                                           | ArS | 「ゲイジュツ戦隊アルスレンジャー」                               | ゲーム『アイチュウ』関連曲                                        |
| 2018年7月4日   | TVアニメ『かくりよの宿飯』キャラクターソング集 隠世の調 Vol.1                   | 白夜（田丸篤志) | 「My sweet sweet love」                                          | テレビアニメ『かくりよの宿飯』エンディングテーマ                  |
| 2018年9月28日  | 双子の魔法使いリコとグリ Swiiiiiits! ユニットソング「Swiiiiiitest Party!!」     | Swiiiiiits! | 「Swiiiiiitest Party!!」                                         | 『双子の魔法使いリコとグリ』関連曲                                |
| 2018年10月31日 | スタレボ☆彡 88星座のアイドル革命 THE BEST「STAR REVOLUTION」Vol.1               | 4+U | 「Horoscope」 「アオノエデン」                                   | ゲーム『スタレボ☆彡 88星座のアイドル革命』関連曲                  |
| 2018年11月7日  | A3! VIVID WINTER EP                                                             | 冬組 | 「Precious to us〜僕らの季節〜」                                 | ゲーム『A3!』関連曲                                               |
| 2018年11月7日  | A3! VIVID WINTER EP                                                             | ファントム［ガイ（日野聡）］、クリス［月岡紬（田丸篤志）］ | 「UNMASK」                                                       | ゲーム『A3!』関連曲                                               |
| 2018年11月30日 | 双子の魔法使いリコとグリ ミックスユニットシリーズ「世界の歌」                   | White Knight Orchestra | 「世界の歌」 「世界の歌 -Remix-」                                | 『双子の魔法使いリコとグリ』関連曲                                |
| 2018年12月12日 | ウラオモテTEACHER                                                               | 只野誠人［斑鳩三角（廣瀬大介）］、近藤譲［月岡紬（田丸篤志）］ | 「放課後ミッドナイト」                                           | ゲーム『A3!』関連曲                                               |
| 2019年1月9日   | My Prince-One                                                                   | Prince-One | 「My Prince-One」                                                | 漫画『俺たちマジ校デストロイ』関連曲                              |
| 2019年1月23日  | スタレボ☆彡 88星座のアイドル革命 THE BEST「STAR REVOLUTION」Vol.4               | 4+U | 「…Rain」                                                        | ゲーム『スタレボ☆彡 88星座のアイドル革命』関連曲                  |
| 2019年3月20日  | アイ★チュウ BEST ALBUM アイ盤                                                   | ArS | 「なんてったってNo.1」                                           | ゲーム『アイ★チュウ』関連曲                                       |
| 2019年7月24日  | A3! BRIGHT WINTER EP                                                            | 冬組 | 「Ever☆Blooming!」                                               | ゲーム『A3!』関連曲                                               |
| 2019年9月25日  | A3! BLOOMING LIVE 2019 アニメイト特典CD                                         | 月岡紬（田丸篤志） | 「春夏秋冬☆Blooming!」                                           | ゲーム『A3!』関連曲                                               |
| 2020年2月5日   | Act! Addict! Actors!                                                            | A3ders! | 「Act! Addict! Actors!」                                         | テレビアニメ『A3!』オープニングテーマ                             |
| 2020年2月5日   | Act! Addict! Actors!                                                            | 月岡紬（田丸篤志） | 「Act! Addict! Actors!」                                         | テレビアニメ『A3!』関連曲                                         |
| 2020年10月21日 | Circle of Seasons                                                               | A3ders! | 「Circle of Seasons」                                            | テレビアニメ『A3!』オープニングテーマ                             |
| 2020年10月21日 | Circle of Seasons                                                               | 月岡紬（田丸篤志） | 「Circle of Seasons」                                            | テレビアニメ『A3!』関連曲                                         |
| 2020年11月25日 | ZERO LIMIT/Thawing                                                              | 冬組 | 「Thawing」                                                      | テレビアニメ『A3!』エンディングテーマ                             |
| 2020年12月23日 | OUVERTURE                                                                       | ArS | 「Dance All Right!!!」                                           | ゲーム『アイ★チュウ Étoile Stage』関連曲                          |
| 2021年2月24日  | 一番星                                                                          | アイチュウ | 「一番星の歌〜未来のレジェンド伝説〜」                           | テレビアニメ『アイ★チュウ』オープニングテーマ                     |
| 2021年3月17日  | 魔法科高校の劣等生 来訪者編 BD・DVD第4巻特典CD                                  | 柴田美月（佐藤聡美）、吉田幹比古（田丸篤志） | 「Quiet Moon」                                                   | テレビアニメ『魔法科高校の劣等生 来訪者編』関連曲                 |
| 2021年3月24日  | A3! EVER LASTING LP                                                             | ルキフェル［月岡紬（田丸篤志）］、マルク［七尾太一（濱健人）］ | 「The Contract」                                                 | ゲーム『A3!』関連曲                                               |
| 2021年8月16日  | The Last Empire                                                                 | ISADORA | 「The Last Empire」                                              | 『BURNS SKOOL』関連曲                                             |
| 2021年8月18日  | STATION IDOL LATCH! 01                                                          | 東海林鈴音 / 東京（小野賢章）、神堂唯姫 / 新宿（田丸篤志）、青葉梟光加人 / 池袋（島﨑信長） | 「Way Up High」                                                  | 『STATION IDOL LATCH!』関連曲                                     |
| 2022年7月20日  | TVアニメ『ワッチャプリマジ！』キャラクターソングミニアルバム PUMPING WACCHA! 03 | 伊吹橙真（梶原岳人）、ひゅーい（田丸篤志） | 「Don't be Afraid」                                              | テレビアニメ『ワッチャプリマジ！』挿入歌                          |
| 2022年10月1日  | EXPOSING US                                                                     | ISADORA | 「EXPOSING US」                                                  | 『BURNS SKOOL』関連曲                                             |
| 2023年11月7日  | アポロンさんは神すぎる ユニットソング アルバムCD BROTOI                         | アポロン（田丸篤志）、ヘルメス（梅原裕一郎） | 「BROTOI」                                                       | 『アポロンさんは神すぎる』関連曲                                  |
| 2024年8月14日  | アニメ『刀剣乱舞 廻』キャラクターソングアルバム                                 | 三日月宗近（鳥海浩輔）、山姥切国広（前野智昭）、宗三左文字（泰勇気）、不動行光（阪口大助）、へし切長谷部（新垣樽助）、薬研藤四郎（山下誠一郎）、江雪左文字（佐藤拓也）、小夜左文字（村瀬歩）、一期一振（田丸篤志）、鯰尾藤四郎（斉藤壮馬）、燭台切光忠（佐藤拓也）、鶴丸国永（斉藤壮馬）                                                 | 「DAYBREAK」                                                     | テレビアニメ『刀剣乱舞 廻 -虚伝 燃ゆる本能寺-』エンディングテーマ |
| 2024年8月14日  | アニメ『刀剣乱舞 廻』キャラクターソングアルバム                                 | 一期一振（田丸篤志） | 「DAYBREAK」                                                     | テレビアニメ『刀剣乱舞 廻 -虚伝 燃ゆる本能寺-』関連曲             |
| 2024年8月16日  | Blade of defiance                                                               | ISADORA | 「Blade of defiance」                                            | 『BURNS SKOOL』関連曲                                             |

### その他参加楽曲
| 発売日         | 商品名                                                                        | 歌                 | 楽曲 | 備考                               |
| -------------- | ----------------------------------------------------------------------------- | ------------------ | --- | ---------------------------------- |
| 2015年12月4日  | BELOVED MEMORIES MUSIC FLAVORS 〜SEASIDE LIVE FES 2015〜                      | 田丸篤志、内田雄馬 | 「星屑のヒロイン」 「君を愛せる時」 「ぶきっちょ☆レボリューション」 「XIZUNA」 「Thank You For Being You」         | ラジオ『BELOVED MEMORIES』関連曲   |
| 2016年11月5日  | BELOVED MEMORIES MUSIC HOURS 〜SEASIDE LIVE FES 2016〜                        | 田丸篤志、内田雄馬 | 「夢はいつでも」 「4eyes×For 愛s」 「SNOW☆KISS」 「Heavenly Tears」 「Blessing the Sky」                           | ラジオ『BELOVED MEMORIES』関連曲   |
| 2017年11月8日  | BELOVED MEMORIES SEASIDE LIVE FES 2017〜RAINBOW〜                             | 田丸篤志、内田雄馬 | 「Love You」 「NEGAI」 「What's up?」 「僕らは待っていた」 「Sweet December」                                      | ラジオ『BELOVED MEMORIES』関連曲   |
| 2017年12月19日 | BELOVED MEMORIES 1st MEMORIES〜Pleasure〜                                     | 田丸篤志、内田雄馬 | 「繋いだこの手」 「Rain」 「raison d'etre」 「EFFORT」 「Always」 「Paradise☆All right!」 「Sentiment」 「光の花」 | ラジオ『BELOVED MEMORIES』関連曲   |
| 2020年7月23日  | マウスシアターVol.46                                                          | 田丸篤志           | 「さよならのあとのフレーズ」                                                                                       | 「マウスシアターVol.46」内歌パート |
| 2022年7月27日  | [Re:collection] HIT SONG cover series feat.voice actors 〜90's-00's EDITION〜 | 田丸篤志           | 「secret base〜君がくれたもの〜」                                                                                  |                                    |

### シリーズ一覧
1. ↑  第3シリーズ『サンシャイン』（2011年 - 2012年）、第4シリーズ『きら☆デコッ！』（2012年 - 2013年）、第5シリーズ『ハッピネス』（2013年 - 2014年）、第6シリーズ『レディ ジュエルペット』（2014年 - 2015年）、第7シリーズ『マジカルチェンジ』（2015年）
2. ↑  第1期（2012年）、『II』（2014年）、『アリシゼーション War of Underworld』第2クール（2020年）
3. ↑  第1期（2012年）、第3期（2018年）
4. ↑  第1期（2013年）、第2期（2014年）
5. ↑  第1期（2013年）、第2期『セカンドシーズン』（2014年）
6. ↑  第1期（2014年）、第2期『セカンドシーズン』（2015年 - 2016年）、第4期『TO THE TOP』第1クール（2020年）
7. ↑  第1期（2014年）、第2期『来訪者編』（2020年）、第3期（2024年）
8. ↑  1st SEASON（2015年）、2nd SEASON（2016年）
9. ↑  第1期（2016年）、第2期『一人之下 羅天大醮篇』・『一人之下 全性篇』（2018年）
10. ↑  第1期（2016年）、第2期『続 刀剣乱舞-花丸-』（2018年）
11. ↑  第1期（2017年）、第2期『2』（2021年）
12. ↑  第2期『2nd season』（2020年）、第3期『The Final』（2021年）
13. ↑  第1期（2021年）、第2期『みっくす！』（2021年 - 2022年）
14. ↑  第1期（2021年）、第2期（2022年）
15. ↑  第1期（2021年）、第2期『2』（2024年）
16. ↑  第1期（2021年）、第2期『2』（2023年）
17. ↑  第1期『-#000000-』（2021年）、第2期『-#FFFFFF-』（2022年）
18. ↑  第1期（2021年 - 2022年）、第2期『鉄錆の山の王』（2023年）
19. ↑  第1クール「安芸旅立ち編」（2022年）、第2クール「淡路島激闘編」（2022年）
20. ↑  第1クール（2022年）、第2クール『-訣別譚-』（2023年）
21. ↑  Season1（2022年）、Season2（2023年）
22. ↑  第1クール（2023年）、第2クール（2023年）
23. ↑  第1クール（2023年）、第2クール（2024年）
24. ↑  第1期（2024年 - 2025年）、第2期『リング編』（2025年）

### 初出話一覧
1. 1 2  第3話初出
2. ↑  第39話初出
3. 1 2 3 4 5  第1話初出
4. 1 2 3  第2話初出
5. ↑  第38話初出
6. 1 2  第7話初出
7. ↑  第0話初出
8. 1 2 3  第4話初出
9. 1 2  第6話初出
10. ↑  第9話初出
11. ↑  第11話初出
12. 1 2  第8話初出
13. ↑  第24話初出
14. ↑  第14話初出
15. ↑  第12話初出

### ユニットメンバー
1. 1 2 3 4  日下部虎彦（ロア健治）、桃井恭介（花倉洸幸）、鳶倉アキヲ（田丸篤志）、海部子規（谷地克文）、折原輝（松岡禎丞）、若王子楽（平川大輔）
2. 1 2  設楽ソーマ（田丸篤志）、多智川キルナ（逢坂良太）、多智川ライラ（花江夏樹）
3. 1 2 3 4  佐久間咲也（酒井広大）、皇天馬（江口拓也）、摂津万里（沢城千春）、月岡紬（田丸篤志）
4. 1 2  月岡紬（田丸篤志）、高遠丞（佐藤拓也）、御影密（寺島惇太）、有栖川誉（豊永利行）、雪白東（柿原徹也）
5. ↑  大和守安定（市来光弘）、加州清光（増田俊樹）、へし切長谷部（新垣樽助）、今剣（山下大輝）、前田藤四郎（入江玲於奈）、にっかり青江（間島淳司）、蜂須賀虎徹（興津和幸）、陸奥守吉行（濱健人）、鯰尾藤四郎（斉藤壮馬）、歌仙兼定（石川界人）、宗三左文字（泰勇気）、薬研藤四郎（山下誠一郎）、燭台切光忠（佐藤拓也）、五虎退（粕谷雄太）、山姥切国広（前野智昭）、獅子王（逢坂良太）、石切丸（高橋英則）、秋田藤四郎（山谷祥生）、乱藤四郎（山本和臣）、鳴狐（浅沼晋太郎）、愛染国俊（山下誠一郎）、同田貫正国（櫻井トオル）、鶴丸国永（斉藤壮馬）、平野藤四郎（浅利遼太）、骨喰藤四郎（鈴木裕斗）、厚藤四郎（山下大輝）、小夜左文字（村瀬歩）、鶯丸（柿原徹也）、堀川国広（榎木淳弥）、和泉守兼定（木村良平）、太郎太刀（泰勇気）、二郎太刀（宮下栄治）、大倶利伽羅（古川慎）、三日月宗近（鳥海浩輔）、博多藤四郎（大須賀純）、山伏国広（櫻井トオル）、御手杵（浜田賢二）、江雪左文字（佐藤拓也）、浦島虎徹（福島潤）、一期一振（田丸篤志）、蜻蛉切（櫻井トオル）、日本号（津田健次郎）、小狐丸（近藤隆）、岩融（宮下栄治）、蛍丸（井口祐一）、明石国行（浅利遼太）、長曽祢虎徹（新垣樽助）
6. ↑  リコ（水瀬いのり）、グリ（島﨑信長）、ビスJr.（平川大輔）、シュタイン（田丸篤志）、リーゼ（石川界人）、ディア（高橋英則）
7. 1 2  城北ノエル（中田祐矢）、早乙女せいあ（田丸篤志）、天馬界斗（八代拓）、剣未央（古川慎）
8. 1 2  月岡紬（田丸篤志）、高遠丞（佐藤拓也）、御影密（寺島惇太）、有栖川誉（豊永利行）、雪白東（柿原徹也）、ガイ（日野聡）
9. ↑  リコ（水瀬いのり）、シュタイン（田丸篤志）、ディア（高橋英則）
10. ↑  京条竜（田丸篤志）、相良辰生（佐藤拓也）
11. ↑  日下部虎彦（生田鷹司）、桃井恭介（花倉洸幸）、鳶倉アキヲ（田丸篤志）、海部子規（谷地克文）、折原輝（松岡禎丞）、若王子楽（平川大輔）
12. ↑  愛童星夜（KENN）、湊奏多（井口祐一）、御剣晃（豊永利行）、枢木皐月（森久保祥太郎）、枢木睦月（近藤隆）、ノア（花江夏樹）、ラビ（中西尚也）、黎朝陽（榎木淳弥）、レオン（増田俊樹）、リュカ（梅原裕一郎）、日下部虎彦（生田鷹司）、桃井恭介（花倉洸幸）、鳶倉アキヲ（田丸篤志）、海部子規（谷地克文）、折原輝（松岡禎丞）、若王子楽（平川大輔）、華房心（村瀬歩）、神楽坂ルナ（天﨑滉平）、及川桃助（山本和臣）、轟一誠（前野智昭）、赤羽根双海（内田雄馬）、三千院鷹通（白井悠介）、鮮血の帝王（下野紘）、死と時の番人（柿原徹也）、罪人の道化師（下妻由幸）、竜胆椿（小野友樹）、朴木十夜（峰岸佳）、斑尾巽（斉藤壮馬）、杜若葵（木村良平）
13. 1 2 3  TSUKIYA（田丸篤志）、KIRA（葉山翔太）、HOKUTO（ランズベリー・アーサー）